# مصيف بلطيم (مدينة)
مصيف بلطيم هي مدينة مصرية تتبع مركز البرلس في محافظة كفر الشيخ في مصر، وعاصمة المركز هي مدينة بلطيم الواقعة جنوب مدينة مصيف بلطيم، وتطل المدينة على ساحل البحر المتوسط بطول 11 كم. وهي أكثر مناطق مصر تطرفاً إلى الشمال، وهي مصيف على ساحل البحر المتوسط في مصر، حيث تعرف بأنها مصيف العائلات.

## الموقع الجغرافي
تقع مدينة مصيف بلطيم أقصى شمال مركز البرلس ويبعد عن مدينة بلطيم مسافة 5 كم شمالاً، وعن مدينة كفر الشيخ 80 كم، وعن مدينة دسوق 105 كم، كما يمر الطريق الدولي الساحلي بالقرب من المدينة على بعد 1.5 كم مما يسهم في الجذب السياحي.

## الوصف العام
وتقع المدينة بالقرب من بحيرة البرلس، والتي تجتذب المصطافين للقيام برحلات فيها صيفاً لوجود عديد من الجزر التي يرتادها هواة صيد الطيور شتاءً.

## السياحة

### الشواطئ
يمتد شاطئ المدينة لمسافة 11 كم، وبها عدد 7 شواطئ، هم:
- شاطئ الفنار.
- شاطئ النرجس.
- شاطئ الزهراء.
- شاطئ السلام.
- شاطئ الأمل.
- شاطئ الفيروز.

### الفنادق
يوجد يالمدينة عدد 3 فندق تحت التصنيف هما:
- فندق كليوباترا السياحي
- فندق ميدان الزهراء الجديد
- فندق القوات المسلحة

### الطبيعة
كما يمتد بمحاذاة المدينة تلال النرجس التي تكثر بها زهور النرجس التي تنبث تلقائياً، كما تشتهر التلال المحيطة بالمصيف بإنتاج أنواع مختلفة من الفاكهة مثل: العنب الأسود، التين، البطيخ. وتعتمد أشجارها على مياه المطر مما يعطي للفاكهة مذاق خاص.
مع توفر جميع أنواع الخضر الطازجة، وتكثر أشجار النخيل. فضلاً عن الأسماك الطازجة بأنواعها المتميزة التي تشتهر بها محافظة كفر الشيخ عموماً، والتي تستخرج من بحيرة البرلس والبحر المتوسط.

## معرض الصور

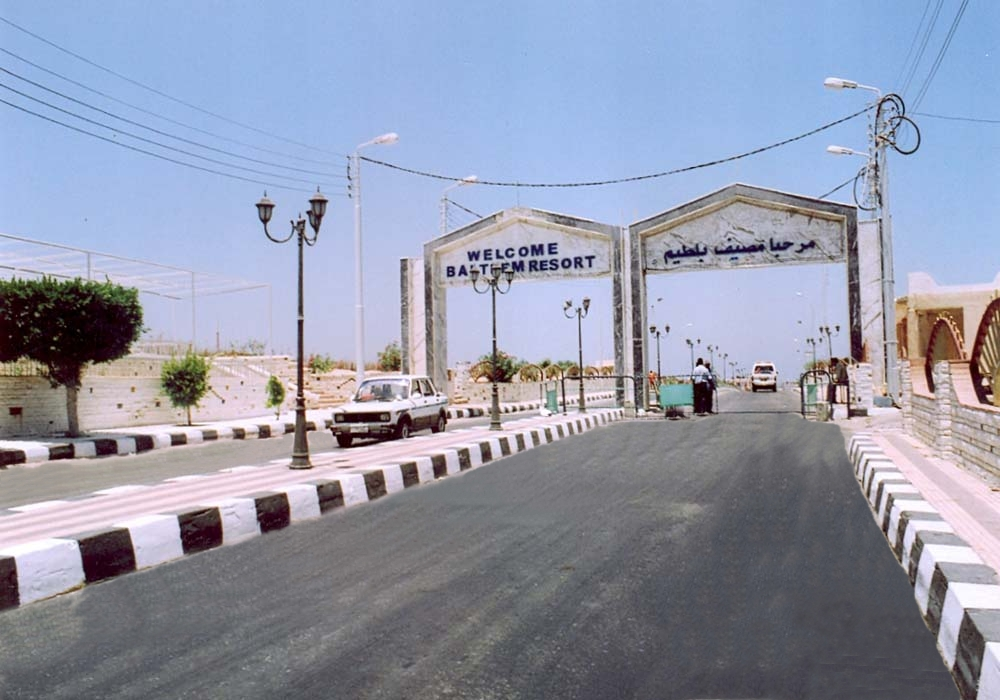
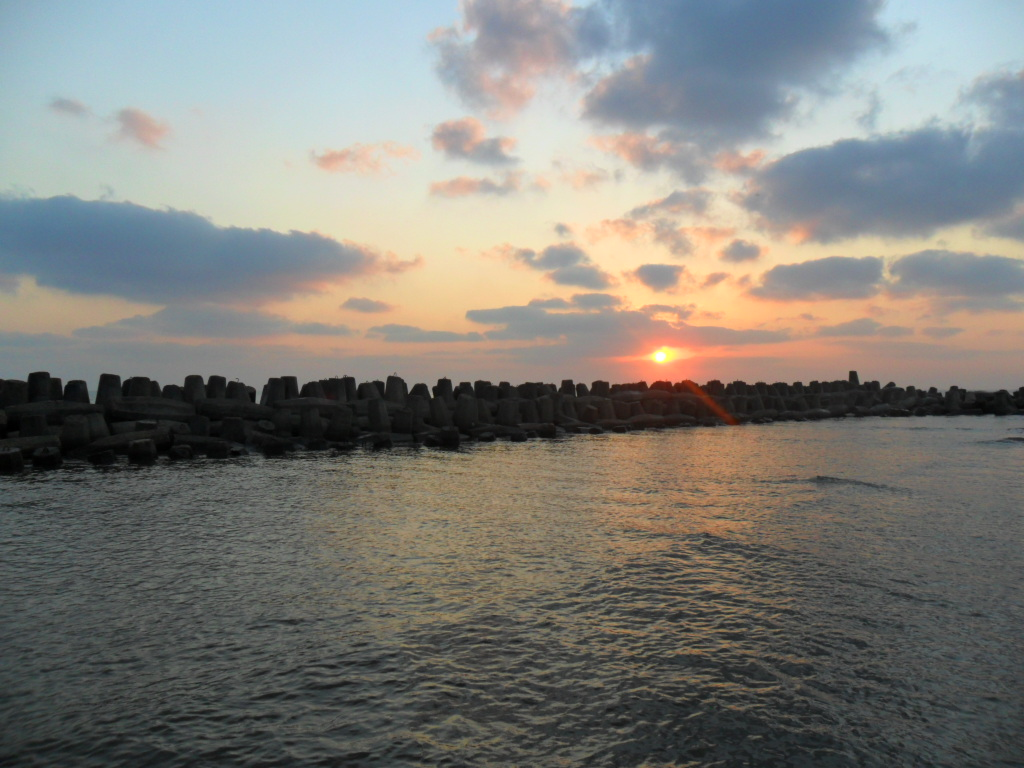
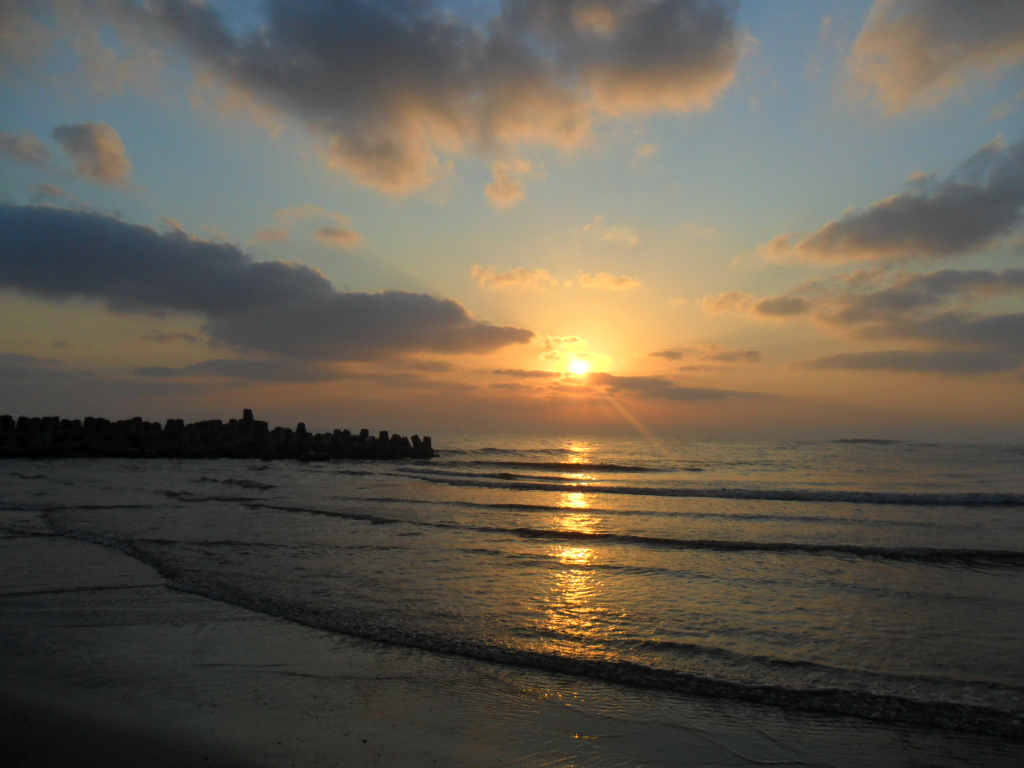
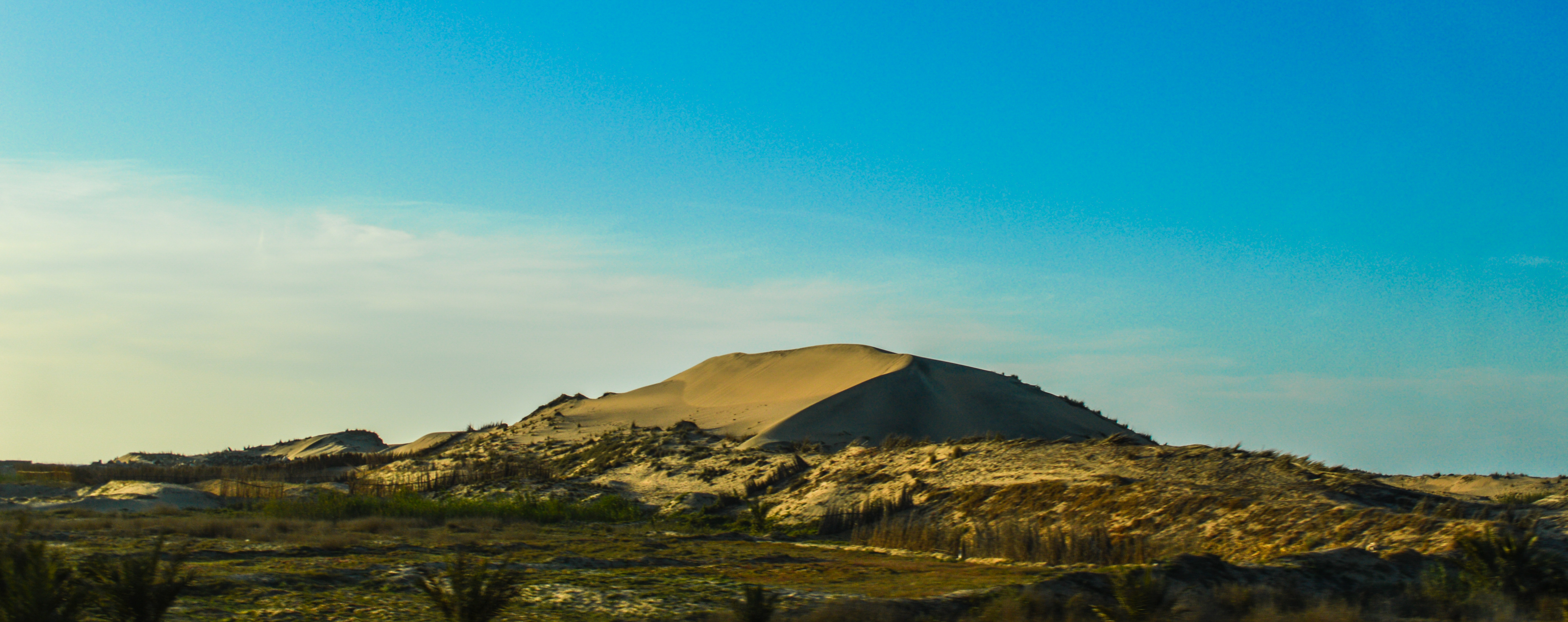